# Баландіно (Чесменський район)
Баландіно (рос. Баландино) — присілок у Чесменському районі Челябінської області Російської Федерації.
Входить до складу муніципального утворення Світловське сільське поселення. Населення становить 103 особи (2010). Населений пункт розташований на території українського культурного та етнічного краю Сірий Клин.

## Історія
Від 18 січня 1935 року належить до Чесменського району Челябінської області.
Згідно із законом від 12 листопада 2004 року органом місцевого самоврядування є Світловське сільське поселення .

## Населення
| 2002 | 2010 |
| ---- | ---- |
| 152  | ↘103 |